# Vicente Lambies Grancha
Vicente Lambies Grancha fou un industrial i polític valencià, alcalde de València i diputat a les Corts Espanyoles durant la Segona República.

## Biografia
Militant del Partit d'Unió Republicana Autonomista (PURA), i membre de la francmaçoneria des de 1892, fou escollit diputat per la província de València a les eleccions generals espanyoles de 1933, on es distingí per ser un dels diputats que no va donar el vot de confiança el 1935 al govern d'Alejandro Lerroux. També fou alcalde de València del maig de 1932 a novembre de 1934. En gener de 1936 fou nomenat subsecretari d'Indústria i Comerç.